# Шацкий национальный природный парк
Шацкий национальный природный парк (укр. Шацький національний природний парк) — национальный парк, расположенный в Волынской области Украины.

## Основные данные
Общая площадь парка — 48 977 га, из них в собственности парка находится 18 810 га.
Зонирование: заповедная зона — 5 144,9 га, зона регулируемой рекреации — 12 971,1 га, зона стационарной рекреации — 978 га, хозяйственная зона — 29 883 га.
Флора: общее количество видов растений, произрастающих на территории парка — 789, из них 32 занесены в Красную книгу Украины.
Фауна: на территории парка обитают 33 вида, занесенных в Красную книгу Украины.

## История
Шацкий национальный природный парк был создан постановлением Совета Министров УССР от 28 декабря 1983 года № 533, на площади 32 515,0 га. Согласно распоряжению Совета Министров СССР от 31 марта 1986 г. № 159-р, в постоянное пользование парка было предоставлено 6 761,8 га, а согласно указу Президента Украины от 16 августа 1999 года № 992 площадь парка была расширена и по данным 2018 года составляет 48 977 га, из них 20 856 га земель находится в его постоянном пользовании.
Парк был создан на базе государственных ландшафтных заказников: «Озеро Крымное», «Озеро Песчаное», «Озеро Пулемецкое», «Озеро Свитязь» (Шацкие озера), которые были объявлены заказниками в 1974 году, а также зоологического памятника природы «Озеро Климовское», гидрологических памятников природы «Болото Луки», «Болото Мелеване», «Болото Пиддовгэ-Пидкруглэ», которые были объявлены памятниками в 1975 году.
На 2018 год к территории парка относятся ботанический заказник общегосударственного значения «Втенский» (130 га), лесные заказники местного значения «Ростанский» (14,6 га) и «Ельник» (83 га), ихтиологический заказник «Соминец» (46 га) и 4 ботанических памятника природы местного значения.
Согласно с функциональному зонированию, территория парка разделена на заповедную зону площадью 5145 га, зону регулируемой рекреации — 1 2971 га, зону стационарной рекреации — 978 га и хозяйственную зону площадью 29 883 га.
Парк создан с целью сохранения, воссоздания и рационального использования уникальных природных комплексов Шацкого приозерья, усиления охраны водно-болотных угодий международного значения, содействия развитию международного сотрудничества в области сохранения биологического и ландшафтного разнообразия.
В учреждении работают 126 человек, из них в научном подразделении — 7, в службе охраны — 65 человек.

## Территория
Территория парка расположена на западе одного из крупнейших болото-озерно-лесных комплексов в Европе — региона Полесья, который расположен на севере Украины, юге Белоруссии и, частично в Польше и Российской Федерации.
По схеме физико-географического районирования территория парка относится к области Волынского Полесья Полесского района зоны смешанных лесов юго-запада Восточно-Европейской равнины. Здесь проходит Главный европейский водораздел, который разделяет бассейны рек Припяти и Западного Буга.
Территория парка включает в основном типичные для Западного Полесья экосистемы: озерные, лесные, болотные и луговые. Сосновые леса являются доминирующими. Луга и водные экосистемы встречаются, преимущественно, вблизи рек и озёр.
Отличительной особенностью этой территории является сосредоточение на ней большого количества озер, различных по своим характеристикам и происхождению, образующих одну из самых больших озерных систем Европы. В низовьях между озёрами находятся эвтрофные и мезотрофные осоковые болота. Здесь представлены также редкие для Полесья олиготрофные болота.
Поверхность Шацкого природного парка плоская, равнинная, с незначительным уклоном на север и абсолютными высотами в пределах 160—180 м над уровнем моря. Поскольку эта территория находится в пределах краевой зоны Днепровского ледника, здесь встречаются как флювиогляциальные, так и собственно ледниковые моренные отложения. Для юго-восточной части парка характерны водно-ледниковые формы рельефа — флювиогляциальные песчаные озы, которые встречаются также в окрестностях с. Свитязь. Повышения чередуются с заболоченными понижениями. Характерной геоморфологической особенностью парка является распространение озерных котловин.

### Территории природно-заповедного фонда в составе НПП «Шацкий»
Нередко, объявлению национального парка или заповедника предшествует создание одного или нескольких объектов природно-заповедного фонда местного значения. В результате, большой национальный природний парк фактически поглощает ранее созданные ПЗФ. Однако их статус обычно сохраняется.
В состав территории Шацкого национального природного парка входят такие объекты ПЗФ Украины:
- Ботанический заказник общегосударственного значения «Втенський»
- Лесной заказник местного значения «Ростанський»
- Лесной заказник местного значения «Ельник»
- Ихтиологический заказник местного значения «Соминец»
- Ботанический памятник природы местного значения «Дуб великан-1»
- Ботанический памятник природы местного значения «Дуб великан-2»
- Ботанический памятник природы местного значения «Сосна и дуб-1»
- Ботанический памятник природы местного значения «Сосна и дуб-2»

## Почвы
Мозаичность рельефа территории Шацкого парка обусловила и значительное разнообразие го почвенного покрова. Здесь преобладают дерново-подзолистые почвы, сформировавшиеся на древних аллювиальных и флювиогляциальных отложениях. Высокое залегание грунтовых вод способствует формированию глеевых разновидностей этих почв. Ограниченно распространены дерново-карбонатные почвы на кальцитовых глинах и суглинках, щелочных, имеющих значительное содержание карбонатов и гумуса. Под травянистой растительностью сформировались дерново-глеевые и луговые почвы на аллювиальных отложениях. Значительную часть территории занимают торфяные почвы, образовавшиеся в понижениях вследствие чрезмерного увлажнения.

## Климат
Климат здесь умеренно континентальный, влажный, с мягкой зимой, неустойчивыми морозами, обильными осадками, жарким летом. Зима с частыми оттепелями, небольшим количеством осадков. Преобладают западные ветры, которые смягчают температурный режим территории. В целом, климат парка благоприятен для развития различных видов рекреации.
Особенности геолого-геоморфологического строения и климатических условий, наличие многочисленных озёр повлияли на характер растительности парка. Современный растительный покров отличается мозаичностью и разнообразием: леса занимают 27 472,8 га (56,1 % территории парка), болота — 1 344,3 га (2,7 %), водоемы (озера, пруды, каналы) — 6 932,5 га (14,1 %). Остальная площадь занята сельскохозяйственными угодьями, населёнными пунктами, усадьбами, дорогами и тому подобными.

## Экосистемы
На территории парка представлены как природные, так и трансформированные человеческой деятельностью экосистемы. Здесь представлены природные леса и разновозрастные лесные насаждения, нетронутые болота и мелиорированные торфяники с системой канав, луга и сельскохозяйственные угодья. Большинство болот является мелиорированными.

### Озера
На территории парка находится 23 озера Шацкой группы озёр общей площадью 6 338,9 га. Они являются характерными представителями полесских озёр, расположенных в понижениях, которые образовались в результате вымывания растворимых горных пород, оседание земной поверхности при выносе мелких фракций из пористых нерастворимых пород и с опусканием и поднятием отдельных тектонических блоков.
По размерам большинство озёр маленькие, только 5 из них имеют площадь водного зеркала, превышающую 200 га, а озеро Свитязь является самым большим и глубоким озером природного происхождения в Украине. Его площадь составляет 2622 га, длина 9225 м, ширина 4000 м, максимальная глубина — 58,4 м, средняя глубина — 6,9 м. Вторым по величине является озеро Пулемецкое (1568 га), далее следуют озеро Луки (673,2 га), Люцимер (430,0 га, Островъянское (255,0 га), Песочное (187,0 га). Наименьшим является озеро Навратья, площадь которого составляет 1,9 га, длина 175 м, ширина 150 м, максимальная глубина — 2,0 м, средняя глубина 1,0 м.
Уровень воды в озёрах ниже, чем в реке Припять. Озера отделяются от неё невысоким водоразделом и принадлежат уже к водосбору Западного Буга, а не Днепра, то есть к бассейну Балтийского моря. Вода в озёрах пресная и относится к типу гидрокарбонатно-кальциевых, насыщена растворенным кислородом, имеет нейтральную и слабощелочную реакцию, чистая и пригодна для питья.
По генезису большинство озёр имеют флювиогляциального происхождение. Крупнейшие озера (Свитязь, Пулемецкое, Песочное) связывают с процессами карстообразования. Уровень воды в озёрах карстового типа в целом устойчив, потому что их питают не только атмосферные осадки и грунтовые воды, но и воды нижних меловых горизонтов. Часть водоемов расположена среди заболоченных массивов и пополняется только за счет атмосферных осадков и грунтовых вод. Пойма Припяти в пределах парка имеет ширину до 1,5 км, две её надпойменные террасы постепенно переходят в озерную равнину Западного Буга.

### Леса
Леса распространены на территории парка сравнительно равномерно, но сплошные большие лесные массивы сосредоточены в восточной части. Здесь преобладают сосновые леса. Вершины песчаных гряд покрытые лишайниками. Встречаются также ольшаники, небольшие участки которых встречаются по всей территории парка. Они расположены по периферии болот и в понижениях на торфянисто-глеевых почвах. Березовые леса встречаются на месте коренных сосновых лесов. Есть также участки с более богатыми почвами, но они заняты дубово-сосновыми и грабово-дубовыми лесами, и занимают незначительные площади.

### Болота
На территории парка есть много болот. Они разнообразны по мощности торфяных слоев и типу растительного покрова. Распространенные (эвтрофные) болота, среди которых преобладают травяные. Болота сформировались преимущественно в пойме Припяти и частично — Западного Буга. В межозерных котловинах сосредоточены как эвтрофные, так и мезотрофные болота, изредка встречаются олиготрофные болота. Крупнейшими из болотных массивов являются болота Вунич (322,0 га), Круглое-Длинное (260,3 га), Став (220,0 га), Рипицкое (110,0 га).

### Луга
Основные массивы лугов прилегают к восточной части поймы Припяти. Небольшие участки расположены и среди лесных массивов и на возвышенных участках вокруг болот.

## Флора
Большое количество озёр, каналов и других водоемов обусловила значительное развитие прибрежно-водной растительности. Прибрежная полоса занята преимущественно тростником, а глубже, с увеличением толщи воды — рогозой озерной. На больших глубинах растет жабурник, рдеста, урути и им подобные. Массивы водных растений играют важную роль в поддержании функционирования озерных экосистем. Так, прибрежные ценозы создают условия для нереста рыбы. Прибрежные заросли озёр является также местом гнездования многих видов птиц.
Большого природоохранного значения Шацкому парку придает наличие редких растительных группировок, занесенных в Зеленую книгу Украины, которых здесь насчитывается 14. К ним относятся такие лесные группировки: группы ассоциаций сосновых лесов зеленомоховых и черничных, сосновых лесов можжевеловых (с можжевельником обычным), дубово-сосновых лесов лещиновых. Среди болотной растительности редкими являются группировки осоки Дэвелла, меч-травы болотной, а среди водной растительности — группировки кувшинки белой, кувшинки снежно-белогой, кубышек желтых, рдеста туполистного.
Флора парка насчитывает 795 видов высших сосудистых растений, среди которых наибольшими по числу видов являются семейства сложноцветных, злаковых и осоковых. Здесь отмечен рост 265 видов диатомовых водорослей, 119 видов мохообразных и 75 видов съедобных грибов. Всего в парке представлено около 40 % флоры всего Украинского Полесья или 70 % флоры Западного Полесья. В Красную книгу Украины занесено 28 видов сосудистых растений парка: береза карликовая, башмачок настоящий, пыльцеголовник красный, гнездовка обыкновенная, жировик Лезеля, любка двулистная, росянка английская и средняя, жирянка обыкновенная.
На территории Шацкого парка существует 119 видов мохообразных: 10 видов печеночников и 109 — мхов, в том числе 15 сфагновых. В парке найден ряд редких реликтовых болотных мхов.

## Фауна
Фауна парка в целом включает три фаунистические комплексы: лесной, водно-болотный и синантропный. В количественном отношении доминируют представители первых двух комплексов.
Животный мир парка представлен типичными полесскими видами: здесь встречается лось, косуля европейская, кабан дикий, заяц серый, белка обыкновенная. Из хищных млекопитающих обычными для территории парка являются лесная куница, горностай, ласка, лесной хорек, лисица, редкими — куница каменная, барсук европейский, выдра речная, уссурийский енот и волк. Немногочисленными или даже редкими являются представители рукокрылых: водяная ночница, ушан, вечерница рыжая. Своеобразной и разнообразной является орнитофауна парка. Её орнитокомплекси (лесные, прибрежные, пастбищ, заболоченных лугов, сельхозугодий) наиболее полно характеризуют и отражают весь состав орнитофауны Волынского Полесья. Из пресмыкающихся, в значительном количестве есть ящерицы, уж обыкновенный, черепаха болотная, редко встречаются гадюка, и веретеница ломкая. Из земноводных присутствуют тритон обыкновенный, жабы, лягушки, из рыб — лещ, щука, окунь, плотва, густера, карась, изредка встречаются сом, налим. В озёрах парка водится такой ценный вид рыб, как угорь речной.
Фауна позвоночных насчитывает 333 вида: 29 видов рыб, 12 — земноводных, 7 — пресмыкающихся, 241 вид птиц, 44 вида млекопитающих. Из беспозвоночных здесь зарегистрировано существование 31 вида моллюсков, 71 вид ракообразных, 244 — паукообразных, 110 — насекомых. Из них 9 видов занесены в Европейский красный список, 33 вида — в Красную книгу Украины, 154 вида — в приложение 2 Бернской конвенции.
В Красную книгу Украины занесены: жаба камышовая, аист чёрный, лебедь малый, желтая цапля, филин, коршун красный, гага обыкновенная, дятел белоспинный, королек красноголовый, кутора малая, горностай.
Чрезвычайно большое значение имеет территория парка для сохранения популяции многих видов птиц. Западное Полесье является важным регионом для сохранения глобально исчезающего вида птиц — вертлявой камышовки, важной средой обитания таких видов, как глухарь, поручейник, журавль серый, которые в Европе находятся под угрозой исчезновения. Этот регион является очень важным местом отдыха птиц во время их миграций. Большинство из указанного числа видов птиц в парке являются мигрирующими и останавливаются в этом озерном районе для отдыха. Здесь пересекаются два пути миграций: северо-западный Беломоро-Балтийско-Средиземноморский и Полесский широтный. Всего во время весенних и осенних миграций в этом районе останавливаются свыше 10 тыс. особей птиц. Больше всего во время миграций здесь собирается уток и гусей (особенно гуся серого), а также чаек, лысух, чибисов, и других. Большое многообразие водно-болотных и хищных птиц, среди которых много редких видов. Учитывая это, ценнейшие водные акватории и заболоченные земли общей площадью 3 2850 га с 1995 г. вошли в Рамсарский перечень в составе водно-болотного угодья международного значения «Шацкие озера».
В 1999—2003 гг. в пределах Шацкого национального природного парка реализованы проекты по ренатурализации болот вокруг озёр Крымно, Пулемецкое, Островъянское и Люцимер. В результате стабилизировался уровень воды в озёрах и обводненность прилегающих к озёрам болот, восстанавливается растительный покров болот, наблюдается увеличение численности видов водно-болотных птиц. Подобные проекты с такими положительными результатами будут реализовываться и в других местах парка. Эта работа имеет не только значительный эффект для сохранения биоразнообразия, а также способствует развитию научных исследований и экологическому образовании. Обмен опытом и эколого-образовательные мероприятия относятся к важным видам деятельности Шацкого национального природного парка. Здесь есть 4 научно-исследовательские стационары украинских университетов.

## Состояние охраны биоразнообразия
Несмотря на то, что в зоне регулируемой рекреации национальных природных парков запрещен промышленный лов рыбы, в Шацком национальном парке он проводится под названием «мелиоративный». Только на 2013 г. парк получил лимиты на «мелиоративный» лов рыбы общим количеством 43,37 тонны. Сетками истребляется биоразнообразия Шацких озёр — не только рыба, но и черепахи, в сетях запутываются и гибнут многие виды водоплавающих птиц. Проектом развития территории парка предложен также добыча в озёрах сапропеля.
Другим негативным фактором, влияющим на биоразнообразие, есть санитарные и другие виды рубок, которые активно проводятся в парке, причем даже в заповедной зонах, что вообще недопустимо.
На озёрах парка, кроме промышленного лова рыбы под видом «мелиоративного», наблюдается массовое браконьерство. В заповедных зонах парка отсутствует заповедный режим.

## Рекреационный потенциал
Сочетание многочисленных озёр с лесными массивами, своеобразный полесский колорит, многообразие растительных группировок и высокая их эстетическая ценность, хорошо развитая транспортная сеть способствовали развитию рекреации. В парке функционируют четыре зоны отдыха: «Гряда», «Свитязь», урочища «Гушовое» и «Песочное». На берегах озёр размещен пансионат «Шацкие озера» (600 мест), база отдыха «Свитязь-Центр» (100 мест) и большое количество других баз отдыха, спортивные и детские лагеря и ряд малых палаточных городков. В последние годы в парке проводится международный песенный фестиваль «На волнах Свитязя».
Посетители могут ознакомиться с природой парка, посетив эколого-познавательные маршруты «Лесная песня», протяжённостью 5,6 км, пролегающий сосновыми лесами между озёрами Песочное, Перемут и «Свитязянка», протяжностью 5,2 км.

## В культуре
14 июля 2006 года Украинское государственное предприятие почтовой связи «Укрпочта» ввело в обращение художественный почтовый блок марок серии «Заповедники и природные парки Украины» «Шацкий национальный природный парк» (№ 56) из 5-ти марок:
- «Сорокопут серый Lanius excubitor» (№ 738);
- «Угорь речной европейский Anguilla anguilla» (№ 739);
- «Камышовая жаба Bufo calamita» (№ 740);
- «Горностай Mustela erminea» (№ 741);
- «Рысь обыкновенная Lynx lynx» (№ 742).

Дизайн блока и штемпеля — Геннадий Кузнецов.